# Friedrich zu Schwarzenberg
Friedrich Johann Joseph Cölestin zu Schwarzenberg, född den 6 april 1809 i Wien, död där den 27 mars 1885, var en österrikisk romersk-katolsk prelat, bror till Felix zu Schwarzenberg.
Schwarzenberg blev 1836 furstärkebiskop i Salzburg, 1842 kardinal med Sant'Agostino som titelkyrka och 1849 furstärkebiskop i Prag. Den långa tid han verkade i denna befattning ägnade han åt nitiskt arbete för kyrkans bästa och det kyrkliga livets utveckling. Både i sin ämbetsverksamhet och som medlem av böhmiska lantdagen och det österrikiska herrehuset försvarade han kraftigt såväl de klerikala intressena som tjeckernas krav på större nationell självständighet. På konciliet 1870 bekämpade han i det längsta dogmen om påvens ofelbarhet, men underkastade sig sedermera densamma.